# Ballaison
Ballaison – miejscowość i gmina we Francji, w regionie Owernia-Rodan-Alpy, w departamencie Górna Sabaudia.
Według danych na rok 2018 gminę zamieszkiwało 1 486 osób, a gęstość zaludnienia wynosiła 111 osób/km².